# Armando Pierucci
Armando Pierucci OFM (ur. 3 września 1935 w Maiolati Spontini w Marchii) − włoski franciszkanin, kompozytor, organista Bazyliki Bożego Grobu w Jerozolimie, poliglota.

## Życiorys
O. Armando Pierucci urodził się 3 września 1935 roku w Maiolati Spontini koło Ankony w rodzinie Armanda i Diamante zd. Donnini. Do zakonu franciszkańskiego wstąpił w Prowincji św. Jakuba z Marchii 16 września 1950 roku. Śluby wieczyste złożył 19 września 1957 roku, święcenia kapłańskie przyjął 13 lipca 1958 roku. Uczęszczał do następujących włoskich szkół muzycznych: Papieskiego Instytutu Muzyki Sakralnej w Rzymie (P.I.M.S.), Konserwatorium św. Piotra w Neapolu oraz Konserwatorium Państwowego im. Gioacchino Rossiniego w Pesaro. Do znanych profesorów, u których o. Pierucci pobierał nauki gry i kompozycji, należą: Vincenzo Donato i Argenzio Jorio. O. Pierucci był profesorem konserwatorium w Pesaro. Wielu jego uczniów jest dzisiaj wykładowcami w konserwatoriach na terenie Włoch. W 1988 roku Pierucci został oficjalnym organistą Bazyliki Bożego Grobu w Jerozolimie, prowadząc jednocześnie wykłady ze śpiewu gregoriańskiego i muzyki sakralnej w Studium Theologicum Jerosolimitanum. Występował z recitalami organowymi we Włoszech, Grecji, na Cyprze, w Egipcie oraz w kościołach i sanktuariach Ziemi Świętej, pozostając na służbie w Kustodii Ziemi Świętej. Rezydując w Klasztorze Najświętszego Zbawiciela w Jerozolimie był do 1999 roku redaktorem naczelnym włoskiej edycji miesięcznika orientalistycznego „La Terra Santa”. Obecnie, pozostając głównym organistą Kustodii, jest dyrektorem założonego przez siebie The Magnificat Institute − szkoły muzycznej, w której prowadzone są zajęcia edukacyjne dla dzieci i młodzieży z terenu Jerozolimy.

## Kompozycje
O. Pierucci jest autorem utworów na chór, organy, akordeon i fortepian:
- 4 Cori su testo di Salvatore Quasimodo (Ediz. Berben)
- Callido verde (Ediz. Berben)
- Quaderno d’Organo 14 composizioni per organo (Ediz. Armelin Musica Padova)
- Missa de Angelis Pacis
- Missa Regina Pacis
- Missa Magnificabant Omnes
- Missa Regina Palestinae
- Sonaty na organy i chór
- Hymnarz
- Zahr Er-Rahm (zbiór 15 pieśni)
- Siedem słów Chrystusa na krzyżu

O. Armando Pierucci skomponował kantatę do poezji rosyjskiej poetki Reginy Deriewej Via Crucis, którą zarejestrowano i wydano na płytach w Wielkiej Brytanii. W 2001 kompozytor stworzył kolejną kantatę do poezji tej samej poetki De Profundis.
W 1999 w Wielkiej Brytanii wydany został album ze śpiewami liturgicznymi z sanktuariów Ziemi Świętej z akompaniamentem o. Pierucciego.